# New Orleans Bowl 2020
Match précédent Match suivant
Le New Orleans Bowl 2020 est un match de football américain de niveau universitaire joué après la saison régulière de 2020, le 23 décembre 2020 au Mercedes-Benz Superdome de La Nouvelle-Orléans dans l'État de la Louisiane aux États-Unis. 
Il s'agit de la 20e édition du New Orleans Bowl.
Le match met en présence l'équipe des Bulldogs de Louisiana Tech issue de la Conference USA et l'équipe des Eagles de Georgia Southern issue de la Sun Belt Conference.
Il débute à 14 heures locales et est retransmis à la télévision par ESPN.
Sponsorisé par la société R+L Carriers (en), le match est officiellement dénommé le 2020 R+L Carriers New Orleans Bowl.
Georgia Southern gagne le match sur le score de 38 à 3.

## Présentation du match
Il s'agit de la première rencontre entre ces deux équipes.
| Équipes | Conférences | Entraîneurs        | Stats. saison rég. | Classements avant le bowl | Classements avant le bowl | Classements avant le bowl |
| --- | ----------- | ------------------ | ------------------ | ------------------------- | ------------------------- | ------------------------- |
| Équipes | Conférences | Entraîneurs        | Stats. saison rég. | CFP                       | AP                        | Coaches                   |
| Bulldogs de Louisiana Tech                                                                                      | C-USA       | Skip Holtz (en)    | 5 - 4              | NC                        | NC                        | NC                        |
| Eagles de Georgia Southern                                                                                      | Sun Belt    | Chad Lunsford (en) | 7 - 5              | NC                        | NC                        | NC                        |
| - Arbitre : Charles Lamertina (AAC) - Équipe donnée favorite par les bookmakers : Georgia Southern par 4 points |             |                    |                    |                           |                           |                           |

### Bulldogs de Louisiana Tech
Il s'agit de leur 2e participation au New Orleans Bowl :
| Saisons | Dates            | Vainqueurs                 | Scores  | Finalistes                  | Bilan     |
| ------- | ---------------- | -------------------------- | ------- | --------------------------- | --------- |
| 2015    | 19 décembre 2015 | Eagles de Georgia Southern | 47 - 28 | Red Wolves d'Arkansas State | V : 1 - 0 |

Avec un bilan global en saison régulière de 7 victoires et 5 défaites (4-3 en matchs de conférence), Louisiana Tech est éligible et accepte le 14 décembre 2020 l'invitation pour participer au New Orleans Bowl de 2020.
Ils terminent 3e de la West Division de la Conference USA derrière UAB et UTSA.
À l'issue de la saison 2020, ils n'apparaissent pas dans les classements CFP, AP et Coaches.
| Postes      | Joueurs       | Statistiques                                                                                            |
| ----------- | ------------- | --- |
| Quarterback | Luke Anthony  | 138/221 passes réussies pour 1 479 yards, 16 TDs, 5 interceptions, 22 sacks subis, évaluation QB de 138 |
| Coureur     | Israel Tucker | 129 courses pour 525 yards nets gagnés et 4 TDs                                                         |
| Receveur    | Adrian Hardy  | 33 réceptions pour 440 yards et 4 TDs                                                                   |

### Eagles de Georgia Southern
Il s'agit de leur première apparition au New Orleans Bowl.
Avec un bilan global en saison régulière de 5 victoires et 4 défaites (4-2 en matchs de conférence), Georgia Southern est éligible et accepte le 14 décembre 2020 l'invitation pour participer au New Orleans Bowl de 2020.
Ils terminent 3e de la East Division de la Sun Belt Conference derrière #12 Coastal Carolina et Appalachian State.
À l'issue de la saison 2020, ils n'apparaissent pas dans les classements CFP, AP et Coaches.
| Postes      | Joueurs      | Statistiques                                                                                          |
| ----------- | ------------ | --- |
| Quarterback | Shai Werts   | 73/121 passes réussies pour 936 yards, 7 TDs, 6 interceptions, 10 sacks subis, évaluation QB de 134,5 |
| Coureur     | Shai Werts   | 131 courses pour 649 yards nets gagnés et 8 TDs                                                       |
| Receveur    | Malik Murray | 20 réceptions pour 258 yards et 1 TDs                                                                 |